# Tituly a vyznamenání Hamada bin Chalífy Ál Tháního

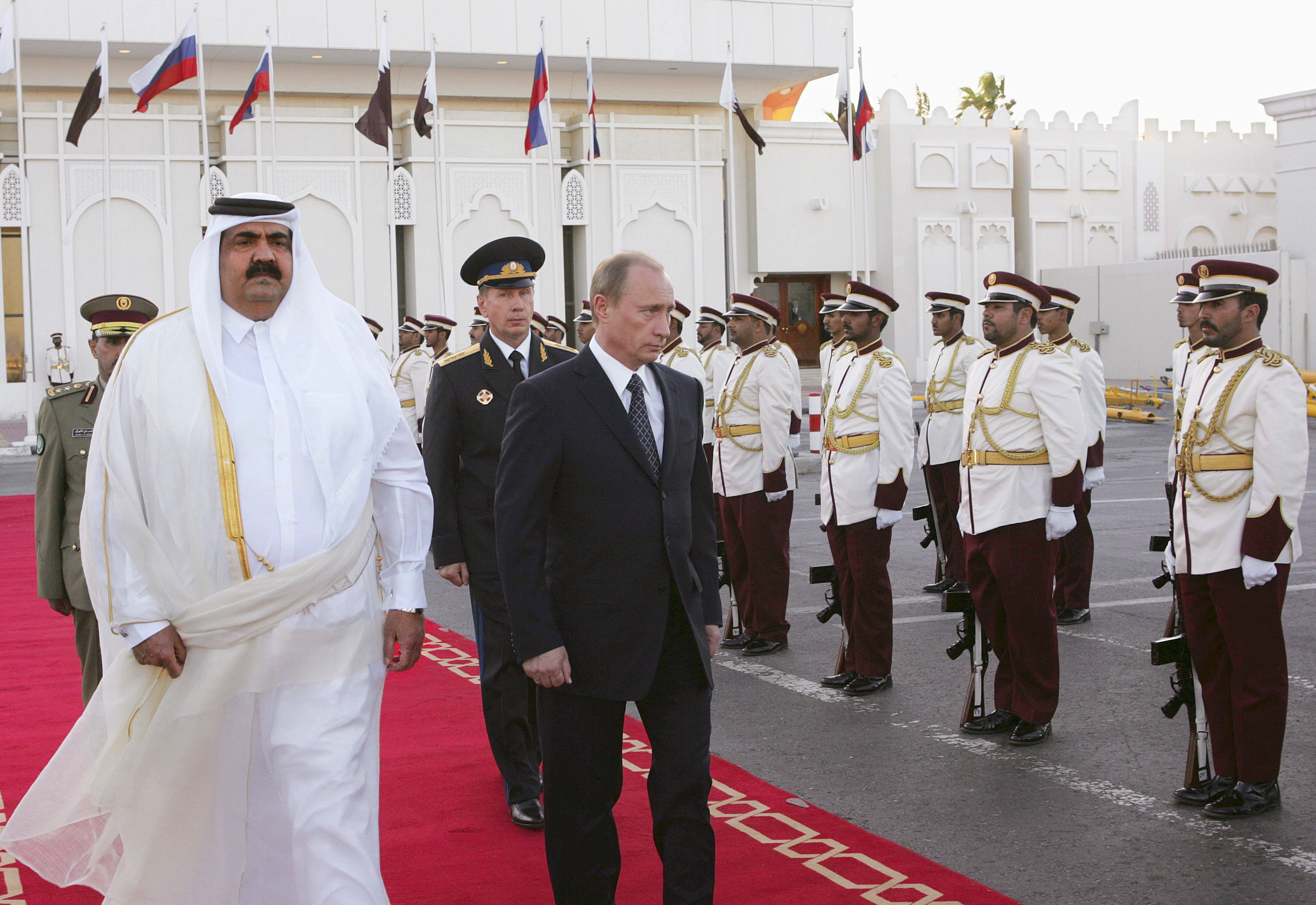
Katarský emír s ruským prezidentem Putinem, během jeho státní návštěvy Kataru.

Katarský emír Hamad bin Chalífa Ál Thání obdržel během svého života řadu vyznamenání a titulů. Během své vlády byl také nejvyšším představitelem katarských řádů.

## Tituly
- 1. ledna 1952 – 22. února 1972: šejk Hamad bin Chalífa Ál Thání
- 22. února 1972 – 1977: Jeho Excelence šejk Hamad ibn Chalífa Ál Thání
- 1977 – 27. června 1995: Jeho Výsost šejk Hamad bin Chalífa Ál Thání, katarský korunní princ
- 27. června 1995 – 25. června 2013: Jeho Výsost šejk Hamad bin Chalífa Ál Thání, katarský emír
- 25. června 2013 – dosud: Jeho Výsost šejk Hamad bin Chalífa Ál Thání, otec emíra[1]

## Vyznamenání a ocenění

Řetěz nezávislosti

### Katarská vyznamenání
V období své vlády od 27. června 1995 do 25. června 2013 byl nejvyšším představitelem katarských řádů.
- Řetěz nezávislosti
- Řád za zásluhy

### Zahraniční vyznamenání
- Albánie
  -  velkokříž Řádu Skanderberga – 18. října 2011 – udělil prezident Bamir Topi[2][3]
  -  Řád národního praporu – 2015 – udělil prezident Bujar Nishani[4]
- Bahrajn
  -  Řád Ál Chalífy
- Bulharsko
  -  Řád Stará planina I. třídy – 7. listopadu 2007
- Dominikánská republika
  -  velkokříž Řádu za zásluhy Duarta, Sáncheze a Melly – 5. listopadu 2008[5]
- Egypt
  -  velkokříž Řádu Nilu – 1976[5][6]
- Filipíny
  -  velkokříž s řetězem Řádu Lakandula – 11. dubna 2012 – udělil prezident Noynoy Aquino[7]
- Finsko
  -  velkokříž s řetězem Řádu bílé růže – 22. dubna 2007[5][8]
- Francie
  -  velkodůstojník Řádu čestné legie – 1980[5][6]
  -  velkokříž Řádu čestné legie – 2. června 1998[5][6]
- Chorvatsko
  -  Velký řád krále Tomislava – 7. dubna 2009 – udělil prezident Stjepan Mesić za mimořádný přínos pro rozvoj vztahů mezi Chorvatskem a ostatními státy, především za zlepšování vztahů mezi Chorvatskem a Katarem[9][5]
- Indonésie
  -  Řád hvězdy Indonéské republiky I. třídy – 1977[5][6]
- Itálie
  -  velkokříž s řetězem Řádu zásluh o Italskou republiku – 26. dubna 2000[6][10]
- Jemen
  -  Řád jednoty I. třídy – 5. srpna 2000[5][6]
- Jižní Afrika
  -  velkokříž Řádu dobré naděje
- Jordánsko
  -  řetěz Řádu al-Husajna bin Alího – 1995[5][6]
- Kazachstán
  -  Řád přátelství I. třídy – 10. prosince 2001 – za významný přínos k posílení míru, přátelství a spolupráce mezi státy a národy, jakož i v souvislosti s 10. výročí nezávislosti republiky[11]
- Kuba
  -  Řád José Martího – 14. září 2000[5][12]
- Kuvajt
  -  velkokříž s řetězem Řádu Mubáraka Velikého
- Libanon
  -  velkostuha Řádu za zásluhy – 1986[5][6]
  -  velkokříž Národního řádu cedru – 8. srpna 1999
- Malajsie
  -  Řád říšské koruny
- Malta
  -  Národní řád za zásluhy – 26. srpna 2009[5]
- Maroko
  - Řád Muhammada I. třídy – 1981[5][6]
  - speciální třída Řádu Muhammada – 2002[5]
- Německo
  -  velkokříž speciální třídy Záslužného řádu Spolkové republiky Německo – 27. května 1999[5][6]
- Nizozemsko
  -  rytíř velkokříže Řádu nizozemského lva – 9. března 2011[13]
- Omán
  -  Řád Ománu II. třídy, vojenská divize – 1975[5]
  -  Řád Ománu I. třídy, vojenská divize – 1995[5]
- Pákistán
  -  Řád Pákistánu I. třídy – 6. dubna 1999[5][6]
- Peru
  -  velkokříž Řádu peruánského slunce – 2013
- Pobřeží slonoviny
  -  velkokříž Národního řádu Pobřeží slonoviny – 2002
- Portugalsko
  -  velkokříž s řetězem Řádu prince Jindřicha – 20. dubna 2009[14]
- Rakousko
  -  velkohvězda Čestného odznaku Za zásluhy o Rakouskou republiku – 2010[15]
- Rumunsko
  -  velkokříž s řetězem Řádu rumunské hvězdy – 24. října 1999[5][6]
- Řecko
  -  velkokříž Řádu Spasitele – 20. června 2007[5]
- Saúdská Arábie
  -  Řád krále Abd al-Azíze I. třídy – 1976[5][6]
- Senegal
  -  velkokříž Národního řádu lva – 11. června 1998[5]
- Severní Makedonie
  -  Řád 8. září – 2011 – udělil prezident Ďorge Ivanov za podporu při dialogu mezi národy a náboženstvími a za mimořádný přínos a odhodlání rozvíjet a zlepšovat vztahy mezi Katarem a Severní Makedonií[16]
- Singapur
  -  Řád Temasek – 16. března 2009
- Spojené království
  -  čestný rytíř komandér Řádu svatého Michala a svatého Jiří – 21. února 1979[6][17]
  -  čestný rytíř velkokříže Řádu svatého Michala a svatého Jiří – 22. července 1997[17]
  -  čestný rytíř velkokříže Řádu lázně – 26. října 2010[18]
- Španělsko
  -  velkokříž s řetězem Řádu Isabely Katolické – 20. dubna 2011 – udělil král Juan Carlos I.[19]
- Thajsko
  -  rytíř Řádu Rajamitrabhorn
- Tunisko
  -  Řád 7. listopadu – 1997[5][6]
- Ukrajina
  -  Řád knížete Jaroslava Moudrého I. třídy – 23. listopadu 2012 – udělil prezident Viktor Janukovyč za mimořádný osobní přínos k rozvoji ukrajinsko-katarských mezistátních vztahů[20]
- Venezuela
  -  velkokříž Řádu Francisca de Mirandy – 1977[5][6]
  -  velkokříž Řádu osvoboditele – 23. května 2010 – udělil prezident Hugo Chávez[5][21]

### Nestátní ocenění
- Čestný občan města Tirana